# Tor Air
Tor Air (Tor Air AB) era una aerolínea chárter con base en Gotemburgo, Suecia. Su base de operaciones principal era el Aeropuerto de la Ciudad de Gotemburgo.

## Historia
La compañía fue fundada por inversores privados y recibió el Certificado de Operador Aéreo Sueco el 1 de diciembre de 2008. Comenzó a operar en diciembre de 2008 con un Boeing 737-400 alquilado de International Lease Finance Corporation. La aerolínea está especializada en vuelos chárter y alquiler de aeronaves con tripulación, particularmente operando vuelos para otras aerolíneas cuando estas lo precisan. El 25 de abril de 2010 el Boeing 737-400 de Tor Air operó el primer vuelo comercial entre Bagdad y Londres en veinte años, al alquilar el avión a Iraqi Airways.
La aerolínea cesó sus operaciones el 20 de diciembre de 2011.

## Flota
En diciembre de 2010 la flota de Tor Air incluía las siguientes aeronaves: